# 恩比卢卢
恩比卢卢（Enbilulu）是美索不达米亚神话中河流和运河神。在创世神话中，他被大神恩基安排负责圣河底格里斯河和幼发拉底河。此外，他还是灌溉和农业之神。在苏美尔《恩利勒和宁利勒》故事中，他是他俩的儿子。在巴比伦时代，他成为埃亚（EA）与阿达德（Adad）有联系的儿子。
在《埃努玛·埃利什》（Enuma Elish）中，据说恩比卢卢“知道水的秘密”和“大地下流动的河流”。另一个版本称他掌管牧场和水源、开掘水井、分摊水域、“使万物蓬勃的主宰”。
不同的《埃努玛·埃利什》译本使得恩比卢卢成为了三位作用不同的神，它们是：恩帕敦“Epadun”（知晓大地最细微的形状）；恩比卢卢古伽勒“Enbilulugugal”（“作物丰产之主”，主管万物生长之权）；赫伽勒“Hegal”（“为大地提供丰沛雨水及人类食用的作物”，通常被称为农艺和农业之主以及掌握五金之秘的神）。

## 参阅文献
- 迈克尔·乔丹, 《神祇百科》, 凯尔-凯西有限公司, 2002年